# Медовичка кардиналова
Медови́чка кардиналова (Myzomela cardinalis) — вид горобцеподібних птахів родини медолюбових (Meliphagidae). Мешкає в Океанії. Виділяють низку підвидів.

## Опис
Довжина птаха становить 13 см. У самців голова, груди, спина і гузка червоні, крила і хвіст чорні. Самиці мають сірувато-оливкове забарвлення, іноді з червоною плямою на голові. Дзьоб чорний, довгий і вигнутий, пристосований до живлення нектаром.

## Підвиди
Виділяють вісім підвидів:
- M. c. pulcherrima Ramsay, EP, 1881 — острови Макіра і Уґі[en];
- M. c. sanfordi Mayr, 1931 — острів Ренелл;
- M. c. sanctaecrucis Sarasin, 1913 — острови Торрес і Санта-Крус;
- M. c. tucopiae Mayr, 1937 — острів Тікопіа;
- M. c. tenuis Mayr, 1937 — північ Вануату;
- M. c. cardinalis (Gmelin, JF, 1788) — південь Вануату;
- M. c. lifuensis Layard, EL & Layard, ELC, 1878 — острови Луайоте;
- M. c. nigriventris Peale, 1849 — архіпелаг Самоа.

## Поширення і екологія
Кардиналові медовички мешкають у Вануату, Новій Каледонії, Соломонових Островах, на Самоа і на Американському Самоа. Вони живуть в тропічних і мангрових лісах, на плантаціях, в парках і садах.